# Madison Square Garden Entertainment
Die Madison Square Garden Entertainment Corporation (auch MSG Entertainment) ist ein US-amerikanisches börsennotiertes Unternehmen, das der Besitzer und Betreiber des Madison Square Garden in New York City ist.
Das Unternehmen entstand im April 2020 als Ausgliederung aus der ebenfalls börsennotierten Madison Square Garden Sports Corp. (früher The Madison Square Garden Company), die mehrere professionelle Sportteams wie unter anderem die New York Knicks und die New York Rangers besitzt. Der Satzungssitz befindet sich in Delaware, die Büros am Two Penn Plaza in New York City.

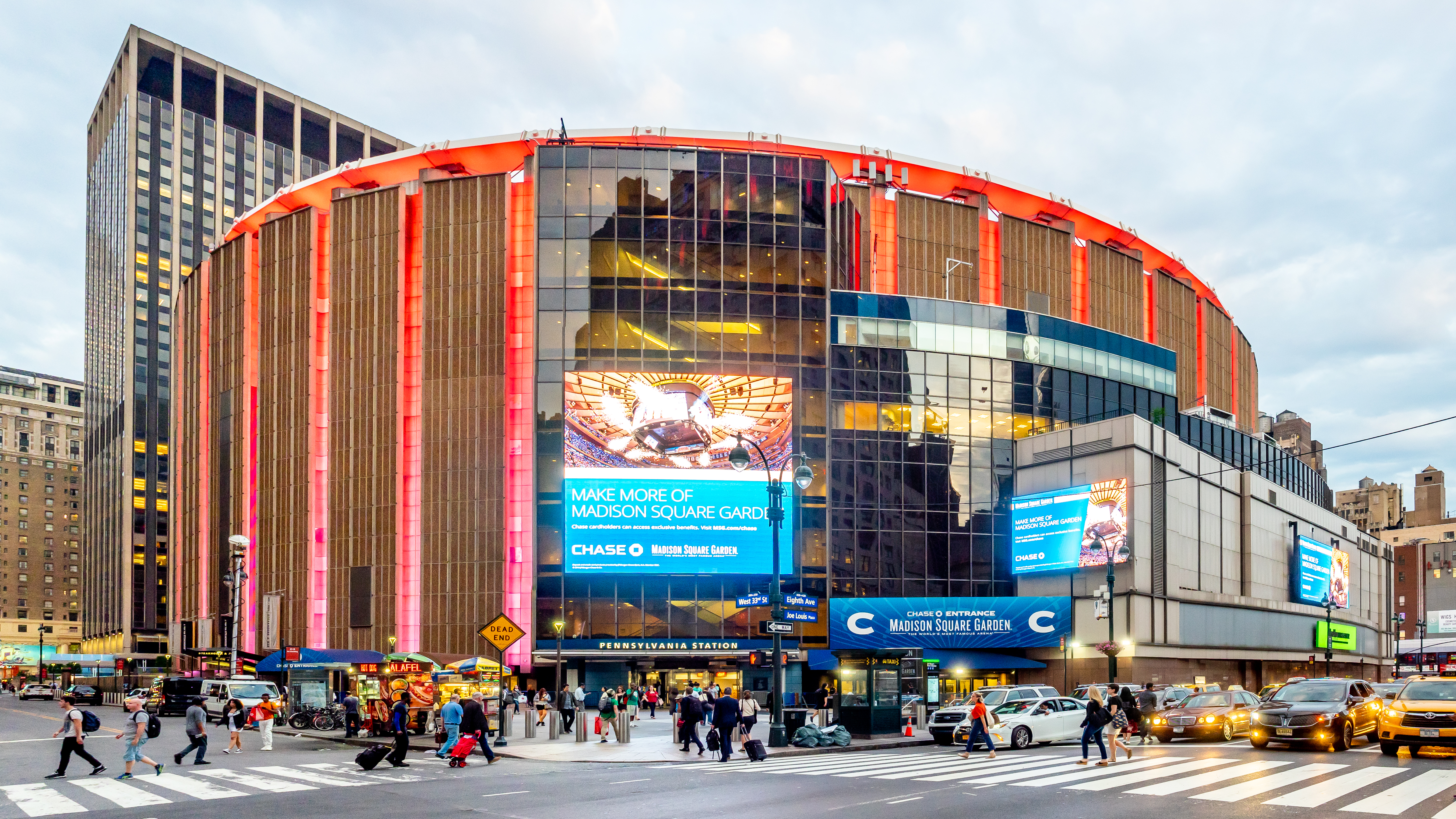
Madison Square Garden

Das Unternehmen besitzt und betreibt neben dem Madison Square Garden auch das Hulu Theater, die Radio City Music Hall, das Beacon Theatre und das Chicago Theatre. Außerdem befinden sich zwei weitere Veranstaltungsorte im Bau bzw. in Planung: Das MSG Sphere in Las Vegas, welches ursprünglich 2021 eröffnet werden sollte (aktuelle Planung: 2023) und ein weiteres MSG Sphere in London. Des Weiteren werden mehrere Veranstaltungen durch die MSG Entertainment Corp. ausgerichtet. Mit der Tao Group Hospitality gehört auch eine Marke der Nightlife- und Restaurantbranche zum Portfolio des Unternehmens.
Die Dolan-Familie besitzt etwa 70,9 % der stimmberechtigten Stammaktien des Unternehmens.
Nach Angaben der »New York Times« hat MSG eine Gesichtserkennungstechnologie zur Überwachung seiner Eingänge 2018 eingeführt, still und heimlich, und hindert nun damit u. a. gegnerische Rechtsanwälte am Betreten.